# Handbuch des Natürlichen Pflanzensystems
Handbuch des Natürlichen Pflanzensystems (abreviado Handb. Nat. Pfl.-Syst.) es un libro ilustrado con descripciones botánicas. Fue escrito por el naturalista, zoólogo, botánico y ornitólogo alemán Ludwig Reichenbach y publicado en el año 1837.